# Споднє Польчане
Споднє Польчане (словен. Spodnje Poljčane) — поселення в общині Польчане, Подравський регіон‎, Словенія.